# Скубій Іван Миколайович
Іван Миколайович Скубій (1858, село Лелюхівка — після 1909, Лелюхівка) — лірник з села Лелюхівки Кобеляцького пов. на Полтавщині. У десятирічному віці осліп. Виконував багатий репертуар дум та історичних, побутових, жартівливих пісень, псалмів. Вчився грати на лірі в Гаврила Івановича Камбуза зі Старих Санжар.
За свідченнями Ф. Колесси, Скубій добре володів технікою кобзарської речитації, був видатним виконавцем дум, його манера виконання була більше схожа на кобзарську, ніж на лірницьку. Учився у Гаврила Горобця.
Деякі думи в його виконанні записав О. Сластіон на фонографі («Самійло Кішка», «Плач невільника», «Маруся Богуславка», «Олексій Попович», «Самарські брати», «Сестра і брат»), вони вміщені у «МУЕ», т. 14 (1913).
Мав учнів. Один з його учнів — Остап Довгополий із Шидієва, співав думи.